# Baráz Tamás
Baráz Tamás (Budapest, 1970. augusztus 17. –) Munkácsy-díjas magyar szobrászművész.

## Életpályája
1986 és 1990 között a Budapesti Képző- és Iparművészeti Szakközépiskolában tanult, ahol mesterei Meszlényi János, Czinder Antal és Laluja András voltak. 1990 és 1998 között a Magyar Képzőművészeti Főiskola hallgatója volt, mestere Farkas Ádám.

## Művei
- 2019. szeptember 5-én Budapest XIV. kerületében, a Zsivora parkban felavatták Zsivora György mellszobrát, Baráz Tamás alkotását.[2]

## Díjai, elismerései
- Munkácsy Mihály-díj (2008)

## Egyéni kiállításai
- 1991 • Havanna Művelődési Ház, Budapest

## Részvétele csoportos kiállításokon (válogatás)
- 1991 • Víztorony Galéria, Budapest, Margitsziget
- 1992 • Magyar Intézet, Párizs • Mező, Budapest Galéria, Budapest
- 1994 • Cross-roads, Lengyel Kultúrintézet, London
- 1995 • Helyzetkép/Magyar szobrászat, Műcsarnok, Budapest
- 1997 • Fiatal szobrászok, Dovin Galéria, Budapest
- 1997 • Magyar Szalon ’97, Műcsarnok, Budapest.